# Silvia Gold
Silvia Gold (Buenos Aires, 18 de agosto de 1948) es una empresaria y científica argentina.

## Biografía
Silvia nació en la ciudad de Buenos Aires el 18 de agosto de 1948, hija de los doctores Roberto Gold y Miriam Turjanski de Gold, destacados miembros de la comunidad judía local. Se casó con el empresario Hugo Sigman, con quien tiene tres hijos. Es doctora en Bioquímica e inició su carrera en 1972 en la empresa familiar, dirigiendo el Departamento de Control de Calidad y Desarrollo de Nuevos Productos de Laboratorios Sintyal.
En 1976 emigró a Barcelona, España. Allí fundó con su padre el Grupo Chemo, una empresa del sector químico farmacéutico. Tras su regreso a la Argentina en 1986, Gold continuó al frente de la empresa.
En el año 2000 fue nombrada Presidenta de Mundo Sano, organización que combate las enfermedades tropicales desatendidas como el chagas, el dengue, el zika y la fiebre amarilla.
En 2010, Gold y su esposo Hugo Sigman crearon el Grupo Insud, un conglomerado de empresas dedicadas con presencia en los campos de la farmacéutica, la agroforestería y el cine, entre otros.
El 19 de diciembre de 2019, tanto ella como su esposo, fueron galardonados por la Asociación Mutual Israelita Argentina por su compromiso con la sociedad y por considerarlos “grandes ejemplos a emular”.

## Premios y reconocimientos
- Miembro del Consejo de Administración de la Fundación del Museo Reina Sofía en España[7]
- Miembro de la Junta de la Alianza Internacional para la Salud Mundial de ISGlobal[8]
- Miembro del Consejo Económico y Social de la Universidad Torcuato Di Tella[9]
- Premio a la trayectoria empresarial de Entrepreneur of the Year (2020)[1][10]